# Де Борџа (Монтана)
Де Борџа (енгл. De Borgia) насељено је место без административног статуса у америчкој савезној држави Монтана.

## Демографија
По попису из 2010. године број становника је 78, што је 9 (13,0%) становника више него 2000. године.
| Група             | 2000.      | 2010.       |
| Белци             | 66 (95,7%) | 78 (100,0%) |
| Афроамериканци    | 0 (0,0%)   | 0 (0,0%)    |
| Азијати           | 0 (0,0%)   | 0 (0,0%)    |
| Хиспаноамериканци | 0 (0,0%)   | 0 (0,0%)    |
| Укупно            | 69         | 78          |